# Feuerherz
Pour le film allemand, voir Feuerherz (film).
Feuerherz est un boys band allemand.

## Histoire
Le groupe est formé à l'été 2014 à l'initiative d'AME Media (Andreas Mehlhorn) et Syndicate Musicproduction. Il réunit d'anciens membres de boys band et candidats de Deutschland sucht den SuperStar. Il commence à travailler avec Syndicate Music Production (Achim Kleist & Wolfgang von Webenau) à Munich sur son premier album, qui sortira en juillet 2015. Les spectacles de danse sont écrits en collaboration avec le chorégraphe Marc Teusch.
Le premier single Verdammt guter Tag est mis en vente le 13 mars 2015 et présenté dans l'émission Die Besten im Frühling. L'album atteint la 36e place des ventes en Allemagne. En 2015, il participe à 23 émissions de télévision, dont 4 fois à l'émission Feste der Volksmusik animé par Florian Silbereisen. Il est la tête d'affiche de la tournée Super RTL-Toggo-Tour qui comprend 20 dates dans les grandes villes allemandes.
En 2016, il fait une tournée de 34 dates dans la tournée de l'émission de Florian Silbereisen.
En juin 2020, le groupe a annoncé qu'il se séparerait. Leur dernière action commune devait avoir lieu le 28 novembre lors de la "Adventsfest der 100.000 Lichter".

## Discographie
Albums
- 2015 : Verdammt guter Tag
- 2016 : Genau wie Du
- 2018 : Feuerherz
- 2019 : Vier
- 2020 : Verdammt gute Zeit (Das Beste von Feuerherz)

Singles
- 2015 : Verdammt guter Tag
- 2015 : Ohne dich
- 2015 : Du bringst mich um (den Verstand)
- 2016 : Ein Lied auf das Leben
- 2016 : Eine aus Millionen
- 2017 : Lange nicht genug
- 2018 : In meinem Träumen ist die Hölle los
- 2018 : Wenn Du nicht stopp sagst

## Source de la traduction
- (de) Cet article est partiellement ou en totalité issu de l’article de Wikipédia en allemand intitulé « Feuerherz » (voir la liste des auteurs).